# Festival Internacional de Cine de Zanzíbar
El Festival Internacional de Cine de Zanzíbar (ZIFF) es un festival de cine anual que se celebra en Zanzíbar, Tanzania. Ha sido descrito como el mayor evento cultural de África Oriental. El ZIFF es una organización no gubernamental creada en 1997 para desarrollar y promover las industrias cinematográficas y otras industrias culturales, como catalizador del crecimiento social y económico de la región.
El premio Golden Dhow es entregado a las mejores películas realizadas en África y el mundo árabe.

## Actividades
El festival presenta las siguientes actividades durante sus diez días de duración:
- Competencia de cine
- Noches de apertura y clausura
- Panorama femenino
- Panorama infantil
- Festival de festivales
- Arte y exhibición
- Programa UNICEF
- Recorridos culturales e históricos[3]